# AZS Poznań
Akademicki Związek Sportowy Poznań – wielosekcyjny klub sportowy z Poznania powstały 5 listopada 1919 roku na Uniwersytecie Poznańskim. Najbardziej znana jest sekcja koszykówki kobiet grająca w PLKK.
Oprócz tego w związku działają sekcje: judo kobiet oraz mężczyzn, lekkoatletyczna, szermierka, taekwondo, tenisowa oraz żeglarska.

## Zarząd
- Prezes Zarządu – Tomasz Szponder
- Prezes sekcji - Paweł Leszek Klepka
- Wiceprezes sekcji ds. finansowych - Tomasz Długiewicz
- Wiceprezes sekcji ds. rozwoju grup młodzieżowych - Arkadiusz Dratwa
- Wiceprezes sekcji ds. promocji - Leszek Jankowski
- Członek Zarządu sekcji - Łukasz Zarzycki
- Członek Zarządu sekcji - Mirosław Czubiński
- Członek Zarządu sekcji - Ireneusz Strażyński
- Członek Zarządu sekcji - Bogusław Frasunkiewicz
- Członek Zarządu sekcji - Ryszard Barański

## Siedziba biura
61-705 Poznań

ul. Noskowskiego 25

## Historia
Akademicki Związek Sportowy Poznań utworzono 5 listopada 1919 roku na Uniwersytecie Poznańskim. Prezesem nowo powstałego klubu został Adam Meissner.
Przed II wojną światową akademicki klub utworzył wiele sekcji gier zespołowych, były to m.in.: hokej na lodzie (złoty medal mistrzostw Polski z 1934, a także brązowy medal mistrzostw Polski z 1931, 1933) i koszykówka, ponadto działały już sekcje: lekkoatletyki, narciarstwa, szermierki, piłki nożnej (od 1921 do lat 60. XX w.) oraz sportów wodnych (w tym: sekcja wioślarska). Na stanowisku prezesa przez długi czas zasiadał profesor Antoni Jurasz.
Po wojnie, w kwietniu 1945 roku wznowiono działalność związku. Prezesem obrano Mieczysława Michalskiego wówczas studenta medycyny. AZS rozszerzył swoją działalność na wszystkie poznańskie wyższe uczelnie. Związek skoncentrował się na upowszechnianiu sportu. W roku 1976 utworzono klub sportowy AZS-AWF Poznań, w którym rozwijał się sport wyczynowy.

## Sportowcy
- Ryszard Blaszka – żeglarstwo
- Wojciech Fibak – tenis
- Elżbieta Grześczyk – koszykówka
- Karol Hoffmann – lekkoatletyka
- Norbert Jaskot – szermierka
- Marcin Jędrusiński – lekkoatletyka
- Bogna Jóźwiak – szermierka
- Wojciech Lipoński – lekkoatletyka
- Witalis Ludwiczak – hokej na lodzie
- Ryszard Ostrowski – lekkoatletyka
- Przemysław Rogowski – lekkoatletyka
- Zdobysław Stawczyk – lekkoatletyka
- Józef Stogowski – hokej na lodzie
- Daniela Tarkowska-Jaworska – lekkoatletyka
- Piotr Tobolski – wioślarstwo
- Edmund Tomaszewski – boks
- Michał Wojciechowski – wioślarstwo
- Adam Wojciechowski – wioślarstwo
- Edmund Zieliński – hokej na lodzie
- Szymon Ziółkowski – lekkoatletyka
- Mirosław Żerkowski – lekkoatletyka

## Żeglarstwo

### Kadra
- Leszek Kostański – trener I klasy żeglarstwa, instruktor narciarstwa PZN, wieloletni pracownik AWF Poznań, trener żeglarstwa z ogromnym doświadczeniem
- Piotr Jasiniak – trener II klasy żeglarstwa, absolwent AWF, instruktor narciarstwa PZN, były czołowy zawodnik Polski w klasie optymist i deska z żaglem
- Michał Skalisz – wielokrotny mistrz Polski w klasie finn, instruktor żeglarstwa
- Aleksandra Janik – wielokrotna mistrzyni Polski w klasie finn, absolwentka AWF, trener żeglarstwa II klasy, instruktor narciarstwa PZN
- Joanna Kostańska – była zawodniczka, instruktor I klasy żeglarstwa
- Zbigniew Kachlicki – były zawodnik, instruktor I klasy żeglarstwa

### Historia
Sekcja żeglarska AZS Poznań jest jednym z najstarszych klubów żeglarskich w Wielkopolsce, w roku 2004 obchodziła jubileusz 70-lecia swojej działalności. Działa w obszarze żeglarstwa regatowego, jachtingu morskiego i szkoleń na stopnie. Posiada w swym gronie wielu znakomitych żeglarzy; olimpijczyków, mistrzów Polski i kapitanów jachtingu oceanicznego. Obecnie zrzesza około 200 członków.

### Baza
Baza sekcji żeglarskiej AZS Poznań znajduje się nad brzegiem Jeziora Kierskiego. W bazie znajduje się 20 miejsc noclegowych znajdujących się w ogrzewanym budynku, 2 hangary, warsztat szkutniczy oraz żaglownia.

## Koszykówka

### Osiągnięcia – sekcja męska (nie istnieje)
- Mistrz Polski: 1930, 1931, 1932 i 1937
- Wicemistrz Polski: 1938

### Historia sekcji
W 1937 roku mistrzostwa Polski odbyły się w Poznaniu, zespół AZS-u zostawił w pokonanym polu takie drużyny jak KPW Poznań i Cracovia. Rok później zespół zdobył wicemistrzostwo Polski. O sile zespołu AZS-u w latach 1937 i 1938 stanowili: Marceli Czaplicki, Edmund Dereziński, Stefan Gendera, Jarogniew Kasprzak, Ludomir Pawłowski, Jerzy Pokorski, Zenon Różycki, Jarosław Śmigielski, Leonard Vogt. Trener i kierownikiem sekcji był mgr. Marian Tomkowiak. W odbywających się w sierpniu Igrzyskach Akademickich w Paryżu wystąpiło sześciu koszykarzy poznańskiego AZS-u, a zespół zajął drugie miejsce.

### Hala
- Centrum Sportu Politechniki Poznańskiej przy ul. Piotrowo 4., Poznań